# Hinojales

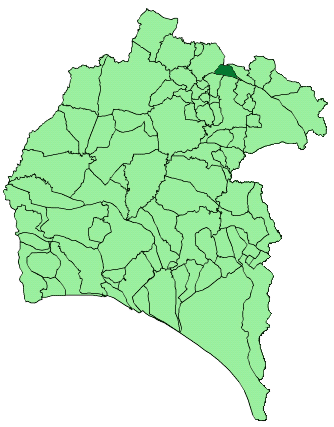
Localização de Hinojales

Hinojales é um município da Espanha na província de Huelva, comunidade autónoma da Andaluzia, de área 27 km² com população de 353 habitantes (2007) e densidade populacional de 14,65 hab/km².

## Demografia
| Variação demográfica do município entre 1991 e 2004 | Variação demográfica do município entre 1991 e 2004 | Variação demográfica do município entre 1991 e 2004 | Variação demográfica do município entre 1991 e 2004 |
| --------------------------------------------------- | --------------------------------------------------- | --------------------------------------------------- | --------------------------------------------------- |
| 1991                                                | 1996                                                | 2001                                                | 2004                                                |
| 463                                                 | 441                                                 | 402                                                 | 392                                                 |